# Cupola pentagonale giroelongata
In geometria solida, la cupola pentagonale giroelongata è un poliedro di 32 facce appartenente alla famiglia delle cupole giroelongate che può essere costruito, come intuibile dal suo nome, "giroallungando" una cupola pentagonale attraverso l'aggiunta di un antiprisma decagonale alla sua base.

## Caratteristiche
Come detto, questo solido fa parte della famiglia delle cupole giroelongate e la sua base maggiore, in questo caso un decagono, ha quindi il doppio dei lati della sua base minore, in questo caso un pentagono; nel caso in cui tutte le sue facce siano poligoni regolari, la cupola pentagonale giroelongata diventa uno dei 92 solidi di Johnson, in particolare quello indicato come J24, ossia un poliedro strettamente convesso avente come facce dei poligoni regolari ma comunque non appartenente alla famiglia dei poliedri uniformi.
In quest'ultimo caso, prendendo in esame i 25 vertici di questo poliedro si vede che su 10 di essi insistono una faccia decagonale e tre triangolari, su altri 5 incidono una faccia pentagonale, due quadrate e una triangolare, e sui restanti 10 incidono una faccia quadrata e quattro triangolari.

## Formule
Considerando una cupola pentagonale giroelongata avente come facce dei poligoni regolari aventi lato di lunghezza {\displaystyle a}, le formule per il calcolo del volume {\displaystyle V} e della superficie {\displaystyle A} risultano essere:
{\displaystyle V={\frac {a^{3}}{6}}\left(5+4{\sqrt {5}}+5{\sqrt {2\left({\sqrt {650+290{\sqrt {5}}}}-{\sqrt {5}}-1\right)}}\;\right)\approx 9,0733332\ldots a^{3};}
{\displaystyle A={\frac {a^{2}}{4}}\left(20+25{\sqrt {3}}+\left(10+{\sqrt {5}}\right){\sqrt {5+2{\sqrt {5}}}}\right)\approx 25,2400038\ldots a^{2}.}

## Poliedro duale
Il poliedro duale della cupola pentagonale giroelongata è un poliedro avente un totale di 25 facce: 10 forma di aquilone, 5 a forma di rombo e 10 a forma di pentagono.
| Poliedro duale | Sviluppo piano del duale |
| -------------- | ------------------------ |
|                |                          |